# 五氧化二氯
五氧化二氯是一种假想的氯的氧化物，化学式{\displaystyle {\ce {Cl2O5}}}。它目前尚未被确认。理论上，五氧化二氯的结构是高氯酸氯的过氧化物(如图)，是五氧化二氯的各种可能的异构体里最稳定的。